# Rosularia pallidiflora
Rosularia pallidiflora là một loài thực vật có hoa trong họ Crassulaceae. Loài này được (Holmboe) Meikle miêu tả khoa học đầu tiên năm 1977.